# Gymnasium Rheindahlen
Das Gymnasium Rheindahlen ist eine Schule im Mönchengladbacher Stadtteil Rheindahlen im Stadtbezirk West. In der 1969 gegründeten Schule werden rund 620 Schüler von 40 Lehrern unterrichtet.

## Geschichte
Die Planung für eine höhere Schule in Rheindahlen begann im April 1921, aber erst im August 1968 beschloss die Stadt, dass Rheindahlen als Standort für eine höhere Schule geeignet sei. Es sollte eine zweizügige, eventuell später dreizügige Schule mit neusprachlichen und mathematisch-naturwissenschaftlichem Zweig entstehen. Bis zur Eröffnung am 25. August 1969 mit 83 Mädchen und Jungen fand der Unterricht an der Volksschule in Günhoven statt, bis das Gebäude an der Geusenstraße fertig erbaut war.

## Organisation

### Selbstlernzentrum
Das Gymnasium Rheindahlen stellt mit dem Selbstlernzentrum einen Raum zur Verfügung, in dem die Schülerinnen und Schüler ihre Hausaufgaben erledigen oder lernen können. Auch das Erstellen von Referaten ist dank moderner Technik und einem Internetzugang problemlos möglich. Zusätzlich steht Lehrmaterial zur Verfügung, welches auch ausgeliehen werden kann. Das Selbstlernzentrum stellt derzeit ca. 200 Medien zur Verfügung.

### Schulbibliothek
Die Schul- und Stadtteilbibliothek Rheindahlen umfasst rund 14.000 Medien. Dazu zählen neben Büchern auch Datenträger, Filme und Spiele.

### Borussia Sportinternat
Im Sport-Teilinternat werden junge Sportler durch Borussia Mönchengladbach sportlich unterstützt. Der durch Training und Wettkämpfe bedingte Unterrichtsausfall wird durch Lehrer des Gymnasiums Rheindahlen durch Hausaufgabenkontrolle und Aufarbeitung des versäumten Schulstoffes kompensiert. Die Betreuung findet in den Räumlichkeiten des SparkassenParks Mönchengladbach statt.

## International Education
Jedes Jahr empfängt die Oberstufe des Gymnasiums Rheindahlen Schüler aus Spanien, Italien, den Niederlanden, Frankreich, Tunesien, England, Slowakei, Polen, Portugal und Griechenland. Gemeinsam wird eine Woche an einem Projekt gearbeitet, das am Ende präsentiert wird. Die Arbeitssprachen sind Deutsch, Französisch und Englisch.
Die Themen finden sich in den Bereichen Kunst, Musik, Biologie, Erdkunde und Physik. Jedem Teilnehmer von International Education wird ein anderer Teilnehmer aus dem Land seiner Wahl zugeteilt. Die Schüler kommen in der Projektwoche bei ihrem Partner unter.
Ziel von International Education ist die Förderung von Fremdsprachen, die Vermittlung von Einblicken in andere Kulturen und die Weckung eines europäischen Gemeinschaftsgefühls. Insgesamt nehmen 17 Schulen an diesem Projekt teil, wobei das Gymnasium Rheindahlen der einzige nordrhein-westfälische Teilnehmer ist.
Im Rahmen des Projekts können auch die Schüler des Gymnasiums Rheindahlen viele verschiedene Orte besuchen.

## Veranstaltungen
- Jedes Jahr veranstaltet das Gymnasium Rheindahlen einen Tag der offenen Tür. Dieser ist meist im November.
- Der „Höttercup“ ist ein jährliches Hallenfußballturnier bei dem Schüler der Oberstufe, Ehemalige und Lehrer gegeneinander um den Titel spielen und versuchen den Wanderpokal zu erlangen.

- Einmal im Jahr findet eine Wohltätigkeitswanderung statt. Hierbei können verschiedene Wegstrecken zurückgelegt werden. Eltern und Angehörige spenden pro gelaufenen Kilometer eine Summe, die dann für soziale Zwecke genutzt wird.[2]

## Bekannte Abiturienten
- Hans-Georg Maaßen (Abitur 1982)[3], Politischer Beamter und Politiker (WerteUnion, ehemals CDU).
- Yunus Malli (Abitur 2011), deutsch-türkischer Fußballspieler,
- Maurice Pluntke (Abitur 2013), deutscher Fußballspieler,
- Moritz Nicolas (Abitur 2016), deutscher Fußballtorwart,
- Julian Niehues (Abitur 2019), deutscher Fußballspieler,
- Jan Olschowsky (Abitur 2019), deutscher Fußballtorwart.
- Tiago Pereira Cardoso (Abitur 2025), luxemburgischer Fußballtorwart